# Мишоловка (фільм, 1990)
Мишоловка (рос. Мышеловка) — радянський детективний фільм 1990 року, знятий режисером Самсоном Самсоновим. Екранізація однойменної п'єси Агати Крісті.

## Сюжет
Молода пара Джайлс і Моллі Релстона організовують пансіон в 30 милях від Лондона. Відкриття закладу доводиться на день сильного снігопаду, так що постояльці, прибувши сюди, виявляються немов відрізаними від світу. По радіо повідомляють про вбивство колишньої господині ферми, де від катувань загинув хлопчик, але спершу присутніх це не дуже-то турбує. Несподівано в пансіон на лижах приходить поліцейський, який повідомляє, що і тут незабаром, можливо, відбудеться вбивство…

## У ролях
- Олена Попова — Моллі Релстон, дружина Джайлза, господиня пансіону «Монксуелл-Менор»
- Олена Степаненко — місіс Бойл, гостя пансіону, колишня суддя
- Олена Степанова — міс Кейсуелл, гостя пансіону/Кет Троттер
- Володимир Сошальський — містер Паравічіні, нежданий гість пансіону
- Микита Висоцький — Джорджі Троттер, сержант поліції
- Борис Хімічев — майор Меткалф, гість пансіону, старий служака
- Євген Парамонов — Джайлс Релстона, чоловік Моллі, господар пансіону «Монксуелл-Менор»
- Антон Курепов — Крістофер Рен

## Знімальна група
- Сценарій : Володимир Басов
- Режисер : Самсон Самсонов
- Композитор : Веніамін Баснер
- Оператори : Михайло Демуров, Віктор Епштейн
- Художник : Петро Кісельов